# Leo Fitzpatrick
Leo Patrick Fitzpatrick (Montclair, 25 luglio 1977) è un attore statunitense.

## Biografia
Ultimo di 5 figli, Leo Fitzpatrick diventa attore praticamente per caso.
Nel 1994, a 16 anni, mentre cercava di eseguire con insuccesso alcuni trick con lo skateboard, viene notato da Larry Clark, che decide di offrirgli il ruolo da protagonista nel film a cui stava lavorando assieme al giovanissimo Harmony Korine, Kids, nonostante inizialmente la madre di Leo non fosse d'accordo alla partecipazione del figlio in un film così controverso, alla fine il giovane Fitzpatrick interpretò il ruolo.
La fama acquisita grazie al film diede a Leo non pochi problemi, ci furono varie persone convinte che il personaggio da lui interpretato nella pellicola di Clark fosse reale, infatti Fitzpatrick ricevette varie minacce e aggressioni, ciò lo spinse a partire per Londra, dove decise di continuare la sua carriera d'attore, anche per cercare di levarsi di dosso l'immagine del ruolo maledetto avuto in Kids e cercare di sommergerlo interpretando altri ruoli. 
Successivamente Fitzpatrick ottiene numerosi ruoli sia al cinema che in televisione, tornando anche sotto la direzione di Larry Clark nei film Un altro giorno in paradiso e Bully, in televisione invece ha il suo ruolo più importante nella serie cult The Wire, dove interpreta il tossicodipendente Johnny Weeks. 
Attualmente è il co-direttore della galleria d'arte Marlborough Chelsea di New York.

## Filmografia parziale

### Film
- Kids, regia di Larry Clark (1995)
- Un altro giorno in paradiso (Another Day in Paradise), regia di Larry Clark (1998)
- Bully, regia di Larry Clark (2001)
- Storytelling, regia di Todd Solondz (2001)
- Quando l'amore è magia - Serendipity (Serendipity), regia di Peter Chelsom (2001)
- City of Ghosts, regia di Matt Dillon (2002)
- Personal Velocity - Il momento giusto (Personal Velocity: Three Portraits), regia di Rebecca Miller (2002)
- L'inverno dei sogni infranti (Winter of Frozen Dreams), regia di Eric Mandelbaum (2009)
- Blue Caprice, regia di Alexandre Moors (2013)
- Fredda è la notte (Cold Comes the Night), regia di Tze Chun (2013)

### Televisione
- The Wire - serie TV (2004)
- Law & Order: Criminal Intent - serie TV (2004)
- My Name Is Earl - serie TV (2005-2007)
- Sons of Anarchy - serie TV (2010)
- Blue Bloods - serie TV (2012)
- Gotham - serie TV (2015)
- Law & Order - Unità vittime speciali (Law & Order: Special Victims Unit) - serie TV (2016)

## Doppiatori italiani
Nelle versioni in italiano, delle opere in cui ha recitato, Leo Fitzpatrick è stato doppiato da:
- Simone D'Andrea in Law & Order: Criminal Intent, L'inverno dei sogni infranti
- Fabrizio Manfredi in Kids
- Christian Iansante in The Wire
- Alberto Bognanni in Carnivàle
- Stefano Brusa in Banshee - La città del male
- Franco Mannella in Fredda è la notte
- Fabrizio Picconi in Pee-wee's Big Holiday
- Corrado Conforti in My Name is Earl